# Сула африканська
Сула африканська (Morus capensis) — вид морських птахів родини сулових (Sulidae).

## Поширення
Історично, вид був досить поширений вздовж морського узбережжя Південної Африки. Мандрівні птахи траплялися від Нігерії до Танзанії. Зараз птах не трапляється північніше Анголи. Гніздиться на трьох островах Намібії та трьох островах ПАР. За розрахунками 2010 року світова популяція виду становила 246 тис. птахів. В Намібії гніздиться 12 % популяції виду. У 2010 року на острові Ічабоа зареєстровано 10500 гніздових пар, острові Меркурій — 2200 пар, на острові Володіння — 380 пар. В ПАР на Пташиному острові в затоці Алгоа гніздилося 81 тис. пар, на острові Малгас — 21 тис. пар, на Пташиному острові в затоці Ламберта — 8 тис. пар.

## Опис
Птах завдовжки 84-94 см, розмах крил 171—185 см, вага близько 2,6 кг. Зовні схожий на сулу атлантичну (Morus bassanus), від якої відрізняється чорним хвостом, має більше чорного кольору на крилах і чорна смуга на горлі приблизно вдвічі довша.

## Спосіб життя
Трапляється зазвичай невеликими зграями неподалік узбережжя. Далеко у відкрите море не залітає. Живиться майже виключно рибою, в основному оселедцевими. За здобиччю пірнає з висоти 15-30 м, складаючи крила. Під водою перебуває декілька секунд. Моногамні птахи. Гніздяться у вересні-жовтні колоніями на островах, рідше на материкових скелях. У кладці одне, рідше два яйця. Насиджують почергово обидва партнери. Насідних плям немає. Вони гріють яйця на плавальних перетинках, які до цього часу сильно товщають і рясно забезпечуються кров'ю. Інкубація триває 44 дні. Пташенята вилуплюються голими і сліпими, потім покриваються світлим пухом. У віці восьми тижнів пташеня важить більше, ніж дорослий птах. Виліт пташенят з гнізда відбувається у віці 12-20 тижнів. Через кілька днів після того, як пташеня навчиться літати, батьки перестають його годувати, спонукаючи до самостійності.